# Урегулирование убытков
Урегулирование убытков — комплекс мероприятий, проводимых страховщиком в целях выполнения обязательств перед страхователем при наступлении страхового случая.
Урегулирование убытка начинается с подачи страхователем заявления о страховом случае (страховой претензии) и завершается (если страховщик признал, что действительно имел место страховой случай) осуществлением страховой выплаты выгодоприобретателю. Страховая выплата в имущественном страховании и страховании ответственности также называется страховым возмещением, в рисковом личном — компенсацией дополнительных расходов. Страховая выплата может быть равна страховой сумме или может быть меньше её, исходя из конкретных обстоятельств страхового случая и условий договора страхования.
Для урегулирования убытков страховщик может привлекать независимого посредника — аджастера. Страхователь заинтересован в справедливом урегулировании убытка. Для этого он также может привлечь аджастера, который будет представлять интересы страхователя во взаимоотношениях со страховой компанией и контролировать процесс урегулирования, не допуская нарушения прав страхователя.